# Linden (Isen)
Linden ist ein Gemeindeteil des Marktes Isen im oberbayerischen Landkreis Erding.

## Lage
Der Weiler Linden liegt 1,5 Kilometer südöstlich von Isen in der Gemarkung Westach.

## Bevölkerungsentwicklung
Um 1950 lebten im Weiler Linden 17 Einwohner in fünf Häusern. Bei der Volkszählung von 1987 gab es neun Einwohner in drei Wohngebäuden.
| Jahr      | 1846 | 1871 | 1925 | 1950 | 1970 | 1987 |
| Einwohner | 17   | 13   | 17   | 10   | 15   | 9    |